# Opera Việt Nam
Opera Việt Nam đã xuất hiện từ cuối thế kỷ 19 và đầu thế kỷ 20 nhưng sự hình thành và phát triển của thanh nhạc Việt Nam nói chung và opera nói riêng mới chỉ bắt đầu từ nửa sau thế kỷ 20. Trải qua nhiều năm kể từ lúc du nhập vào Việt Nam, nghệ thuật opera đã đạt được một số thành tựu nhất định. Trong 2 cuộc chiến tranh lớn mà Việt Nam trải qua, tại miền Bắc dưới chế độ xã hội chủ nghĩa, nhiều vở opera mang nội dung tinh thần cách mạng và kháng chiến được sáng tác, dàn dựng và biểu diễn bên cạnh những vở opera nổi tiếng trên thế giới. Đội ngũ nghệ sĩ và giảng viên dần được hình thành cho việc đào tạo thanh nhạc chuyên nghiệp. Tại miền Nam dưới chính quyền Việt Nam Cộng hòa, sự xuất hiện của opera đã được ghi nhận trong chương trình đào tạo giảng dạy cùng nỗ lực truyền bá và sáng tác opera từ miền Bắc.
Đến thời kì hiện đại của thế kỷ 21, opera tại Việt Nam vẫn gặp nhiều vướng mắc và vấn đề trong việc phát triển từ sáng tác, dàn dựng, biểu diễn đến giảng dạy. Việc quan tâm đầu tư cho loại hình nghệ thuật này vẫn chưa được chú tâm. Thể chất của người Việt Nam đối với opera đơn thuần không thể đáp ứng được, cũng như việc opera không thể đứng vững trước thị trường nhạc nhẹ, hay khó khăn về chi phí dàn dựng và sáng tác để công diễn một vở opera cũng là những vấn đề đáng chú ý để phát triển hơn nữa nền nghệ thuật opera của nước này.

## Thời Pháp thuộc
Chính quyền thực dân Pháp quan tâm đến sứ mệnh khai hoá văn minh nên đã cho xây dựng ba nhà hát lớn. Nhà hát Lớn Sài Gòn hoàn thành năm 1897. Nhà hát Lớn Hải Phòng được xây dựng năm 1904 và khánh thành năm 1912. Khi người Pháp dời thủ đô về Hà Nội năm 1887, nhà hát lớn nhất được xây dựng ở đó vào năm 1901, dù mãi đến năm 1911 mới được khánh thành. Pháp đã đặt sứ mệnh của mình ở nước thuộc địa là xây dựng những nhà hát lớn và tài trợ cho các mùa diễn của họ liên quan đến việc ký hợp đồng và mời các đoàn hát nhạc kịch từ Pháp sang nước thuộc địa biểu diễn.
Hầu hết các nhà sử học về chủ nghĩa thực dân Pháp không đề cập đến opera hay các thể loại sân khấu phương Tây trong các cuộc thảo luận của họ về công cuộc khai phá văn minh. Thông thường, họ tập trung vào việc xây dựng mạng lưới giao thông, cơ sở hạ tầng đô thị và các công trình công cộng khác. Tuy nhiên, người Pháp sống ở Đông Dương đã nhận thức được tầm quan trọng trong việc dàn dựng opera và các nghệ thuật sân khấu khác trong thuộc địa mà họ đô hộ. Những buổi biểu diễn opera như vậy không chỉ đại diện cho thành tựu lịch sử của Pháp mà còn như một lời nhắc nhở cộng đồng người bản địa về lòng trung thành với nước Pháp và về những giá trị mà họ mong muốn duy trì. Vì vậy, việc giới thiệu opera đến Đông Dương vẫn là nhằm để phục vụ cho việc khai phá văn minh.

### Sài Gòn
Opera đã xuất hiện tại Việt Nam từ thời Pháp thuộc thông qua một số hoạt động biểu diễn tại Nhà thờ Công giáo và một số nhà hát. Trong thập niên năm 1860 và 1870, Sài Gòn đã có nhiều buổi biểu diễn nghệ thuật của người Pháp, chủ yếu là múa ballet và opera do chính quyền Sài Gòn tài trợ. Vở opera cổ điển phương Tây đầu tiên được biểu diễn tại Sài Gòn là Les deux aveugles của Jacques Offenbach, ngay khi người Pháp mới đến Sài Gòn năm 1864. Hàng năm, hội đồng thành phố này đều chỉ định ngân sách và các yêu cầu khác cho mùa biểu diễn, đồng thời phải chọn một đạo diễn, người có nhiệm vụ mời các ca sĩ và nhạc sĩ từ Pháp qua biểu diễn. Các vở opera được chọn "một cách khá bảo thủ", nhưng trong năm 1894, 12 vở được mua lại thì có 7 vở mới vừa biểu diễn tại Paris.
Từ năm 1898, hội đồng thành phố Sài Gòn đòi hỏi phải có "ít nhất 5 opera hài kịch và 5 operetta chưa được biểu diễn tại Sài Gòn trong 3 năm qua" hoặc "các tác phẩm nổi tiếng và mới ra mắt tại Pháp". Ban đầu khi chưa có nhà hát, những buổi biểu diễn này phải tạm diễn tại dinh các đô đốc gần công trường Đồng Hồ (ngày nay là giao lộ Đồng Khởi). Năm 1894, công trình mới mà về sau là Nhà hát Thành phố Hồ Chí Minh được xây dựng trên bản thiết kế của Eugène Ferret theo lối kiến trúc thời Đệ tam Cộng hòa Pháp. Đích thân Camille Saint-Saëns đã ghé thăm Sài Gòn năm 1895 và xem một cuộc biểu diễn, tuy nhiên ông cảm thấy "có chút thất vọng". Nhưng nhà soạn nhạc này vẫn kỳ vọng tác phẩm Phryné của mình sẽ được biểu diễn tại đây. Mùa biểu diễn năm 1900-1901 gồm nhiều tác phẩm mới, trong đó có vở La bohème của Puccini và Samson và Delilah của Saint-Saëns. Vở diễn đầu tiên tại nhà hát là La Navarraise của Jules Massenet và đã giành được "thành công vang dội", đặc biệt đối với lính mới trở về từ chiến dịch ở Trung Quốc. Năm 1924, nhà hát lớn Sài Gòn nhận số tiền tài trợ lên đến 800.000 franc, cao hơn tất cả các nhà hát khác ở mẫu quốc trừ Paris Opera và Opéra-Comique. Năm 1932, đoàn hát opera San Carlo Opera Company từng hoạt động nửa đầu thế kỷ 20 ở Mỹ đã thực hiện chuyến lưu diễn ở hai thành phố Sài Gòn và Hà Nội. Đoàn hát này dù chỉ thực hiện chuyến lưu diễn 8 ngày nhưng đã nhận được sự "hoan nghênh" từ công chúng. Thời chiến tranh Đông Dương, các tờ báo ở Sài Gòn thường gọi các loại hình nghệ thuật như tuồng, cải lương là "opéra".

### Hà Nội
Do tầm quan trọng của nghệ thuật biểu diễn trong văn hóa châu Âu, âm nhạc và kịch Pháp đến Hà Nội gần như song song với chính quyền cai trị thực dân. Những bản kịch thời sự dần được công diễn ở đó vào đầu năm 1884, và các nghệ sĩ biểu diễn người Pháp đã đi lưu diễn ở Châu Á sớm bắt đầu coi Hà Nội là điểm dừng chân trong các chuyến lưu diễn của họ. Hầu hết những buổi biểu diễn này dường như là những buổi biểu diễn âm nhạc giải trí còn khiêm tốn về mặt quy mô, giống những buổi hòa nhạc ở quán cà phê tại Paris hơn là những buổi biểu diễn sân khấu trang trọng. Tuy nhiên, những sự thay đổi này đã thúc đẩy sự thèm muốn của những người Pháp xa xứ ở Hà Nội với như cầu được xem những tác phẩm có quy mô dàn dựng công phu hơn. Nỗ lực đầu tiên để tổ chức một mùa diễn opera bắt đầu vào đầu năm 1890, khi một đoàn 14 nghệ sĩ đến Hà Nội với người lãnh đạo là De Greef, giám đốc nhà hát lớn Sài Gòn. Họ mượn nghệ sĩ từ đội ngũ của đoàn kịch Sài Gòn, trình bày những tác phẩm tiêu biểu của Gounod, Massé, Offenbach cùng những nhà soạn nhạc nổi tiếng khác. Đoàn kịch đã hoạt động thành công, nhưng chỉ tồn tại trong vài tuần.
Những vở opera của Saint-Saëns cùng với nhiều tác phẩm khác vẫn còn được biểu diễn đến năm 1910. Nhà hát lớn Hà Nội cũng là một công trình lớn mà Chính quyền thực dân Pháp cho xây dựng trong những năm đầu thế kỷ 20. Sau khi hoàn thành, nhà hát được sử dụng làm nơi biểu diễn các loại hình nghệ thuật cổ điển phương Tây như âm nhạc thính phòng, kịch nói, trong đó có cả opera, phục vụ chủ yếu cho tầng lớp quan lại thượng lưu người Pháp và một số ít người Việt giàu có. Một số vở opera được biểu diễn ở Nhà hát lớn Hà Nội khi mới được khánh thành năm 1911 có thể kể đến một số vở nổi tiếng của Franz Lehár, Gustave Charpentier, Georges Bizet, Charles Gounod... Trong thời điểm giữa hai cuộc thế chiến, chính quyền Đông Dương đã không còn tài trợ biểu diễn như trước nữa và cũng ít có mối quan tâm hơn, nhưng opera vẫn tiếp tục được biểu diễn cho đến sự kiện Nhật đảo chính Pháp tại Đông Dương. Theo nghiên cứu gia Michael McClellan, sự có mặt của opera ở Hà Nội đã khiến khoảng cách—trong địa lý, xã hội và văn hóa—giữa thuộc địa và nước Pháp trở nên rõ rệt hơn. Nhà hát lớn Hà Nội là một công trình do chính quyền Pháp xây dựng vốn là một biểu tượng của quyền lực nước Pháp, nhưng lại không được sử dụng thường xuyên, đi kèm với các yếu tố như những vở opera có quy mô hạn chế và sự hờ hững của người dân địa phương đã khiến biểu tượng quyền lực của Pháp bị lung lay và cho thấy các sai sót trong chính sách cai trị của đế quốc thực dân Pháp. Đồng thời, việc này đặt ra nhiều nghi vấn về chủ nghĩa thực dân thay vì đưa ra câu trả lời.

## Lịch sử
Cụm từ "opera của Việt Nam" hay "opera truyền thống" được một số nguồn nghiên cứu nhắc đến tương đương với nghệ thuật hát tuồng, một loại hình nhạc kịch dân gian lâu đời của Việt Nam. Cũng có nguồn nghiên cứu khác từ sách của tác giả Dennis Bloodworth đưa ra thông tin liên quan đến "soap opera" tại Việt Nam, một khái niệm chỉ kịch xà phòng. Tuy vậy, xét theo đúng nghĩa loại hình nghệ thuật nhạc kịch của phương Tây, opera của Việt Nam chỉ mới ra đời vào thế kỷ 20 trong khoảng thời gian kết hợp giữa hai yếu tố nội sinh và ngoại sinh trong bối cảnh xã hội chủ nghĩa. Theo nhà nghiên cứu âm nhạc Tú Ngọc, yếu tố nội sinh được cho là đến từ sự tích luỹ về khát vọng, kinh nghiệm và thành tựu của những nhạc sĩ trong lĩnh vực ca cảnh, ca kịch từ những giai đoạn trước. Yếu tố ngoại sinh đến từ mẫu hình kịch hát cổ điển châu Âu được phổ biến tại quốc gia này nửa sau thế kỷ 20. Theo nghiên cứu từ công trình "Âm nhạc mới Việt Nam: tiến trình và thành tựu", opera của Việt Nam hình thành dưới chế độ xã hội chủ nghĩa kể từ nửa sau thế kỷ 20. Một số mẫu hình kịch hát cổ điển châu Âu đã được phổ biến cuối những năm 1950 và 1960 qua các vở Evgeny Onegin của Nga và Núi rừng hãy lên tiếng của Triều Tiên. Dù vậy, sự hiện diện của opera tại đất nước này đã xuất hiện từ sớm hơn ở đầu thế kỷ 20, trong đó có các hoạt động ca đoàn ở nhà thờ Công giáo và biểu diễn nghệ thuật tại một số nhà hát lớn.
Sự hiện diện của những vở kịch nước ngoài trên sàn diễn Việt Nam và do các nghệ sĩ Việt Nam dàn dựng, biểu diễn chỉ là nhân tố kích thích, trong khi sự rèn luyện kỹ năng, lĩnh hội tri thức nghề nghiệp của nhạc sĩ đối với thể loại này mới mang lại ý nghĩa quan trọng cho sự ra đời của opera Việt Nam. Theo đó, opera Việt Nam được xem là sản phẩm của người Việt được tiếp thu từ tinh hoa âm nhạc nói chung và nghệ thuật opera nói riêng của châu Âu trên cơ sở nền tảng âm nhạc truyền thống. Với vở ca kịch đầu tiên là "Tục lụy" sáng tác năm 1943 của Lưu Hữu Phước, ca kịch và ca cảnh đã phát triển phong phú hơn ở các thời kỳ chiến tranh Đông Dương, chiến tranh Việt Nam và có ảnh hưởng đến sự ra đời của opera Việt Nam. Theo Nguyễn Thị Tố Mai (2010), qua ca cảnh và ca kịch, các nhạc sĩ miền Bắc Việt Nam đã được rèn luyện viết âm nhạc sân khấu theo phong cách phương Tây trước khi đến với thể loại opera.
Theo nhận định khác từ luận án của Nguyễn Thị Huyền Nga, một đạo diễn sân khấu kịch phương Tây, cô cho rằng trong thời kì chiến tranh Đông Dương, ngoài ca khúc là lĩnh vực chủ yếu thì ca cảnh và ca kịch đã đạt những thành tựu nhất định, song nền tảng khí nhạc dường như chưa có sự chuyển biến đáng kể nên chưa thể đáp ứng được yêu cầu cho thể loại opera. Đội ngũ các nhạc sĩ sáng tác cũng chưa có sự chuyên môn hóa. Ngoài ra, trình độ của người biễu diễn, cũng như khả năng tiếp nhận của công chúng cũng là những yếu tố khiến opera chưa thể đáp ứng điều kiện cho sự ra đời ở thời kỳ này. Theo đó, để thể loại opera thuần Việt được ra đời, nền âm nhạc quốc gia đương thời buộc phải có đủ các yếu tố như trình độ của người soạn nhạc, trình độ của các nghệ sĩ biểu diễn, thậm chí là cả trình độ thưởng thức âm nhạc của khán giả. Tới thời kì chiến tranh Việt Nam, nền âm nhạc nước này mới đáp ứng các yếu tố để ra đời nghệ thuật opera. Sau một thời gian dài, nghệ thuật opera do người Việt sáng tác đã đạt được một số thành tựu đầu tiên. Nhiều vở opera được viết, dàn dựng và biểu diễn bên cạnh những vở opera nổi tiếng trên thế giới. Điều này giúp có thêm thành phần những người biểu diễn và giảng dạy được hình thành cho đào tạo thanh nhạc chuyên nghiệp.
Tuy nhiên, kể từ sau khi Việt Nam trải qua 2 cuộc chiến tranh lớn, sân khấu nhạc mới chuyển dần sang xu hướng kịch hát khiến cho các sáng tác opera hầu như biến mất trong khoảng thời gian dài. Nguyên nhân được cho là do hoàn cảnh lịch sử xã hội thay đổi dẫn đến thay đổi quan điểm sáng tác. Một nguyên nhân khác cũng được chỉ ra là việc đầu tư cho opera rất tốn kém bởi tính "đồ sộ" của một vở diễn khi được dàn dựng.

### Thời kì sau chiến tranh Đông Dương và chiến tranh Việt Nam
Sau khi miền Bắc Việt Nam giành được chính quyền vào năm 1954, việc biểu diễn các vở kịch nói, ca cảnh, ca kịch, tuồng, chèo, cải lương là một nguồn sự thúc đẩy thêm cho sự biểu diễn opera ở Việt Nam. Hoạt động biểu diễn còn được thể hiện trong các chương trình hợp tác quốc tế. Những buổi biểu diễn các vở opera nước ngoài đã tạo thêm động lực cho các ca sĩ và nhạc sĩ Việt Nam đối với nghệ thuật opera. Năm 1961, Đoàn Ca Múa nhân dân Trung ương cùng với Trường Âm nhạc Việt Nam và Dàn nhạc giao hưởng Đài Tiếng nói Việt Nam với sự giúp đỡ của một chuyên gia thanh nhạc Liên Xô đã dựng và biểu diễn vở opera Evgeni Onegin của Tchaikovsky. Năm 1964, Nhà hát Nhạc Vũ Kịch Việt Nam đã biểu diễn vở Núi rừng hãy lên tiếng của Triều Tiên. Onegin do Quý Dương và Gremil do Trần Hiếu thể hiện, ngoài ra còn có Ngọc Dậu, Trần Chất và nhiều người khác cùng tham gia. Lần đầu đã không đạt được kết quả như mong muốn, mới chỉ là sự giới thiệu loại hình nghệ thuật còn mới lạ đến với công chúng Việt Nam, nhưng đã thúc đẩy cho sự phát triển sau này. Đó là những vở opera đầu tiên các nghệ sĩ Việt Nam biểu diễn. Đây được xem là bước hội nhập đầu tiên của người Việt đối với nghệ thuật opera, và trở thành tiền đề cho quá trình xây dựng nền nghệ thuật opera mang tính chiến lược lâu dài. Bên cạnh đó, nhiều vở khác đã được dàn dựng và biểu diễn nhưng không được thu âm lại, qua đó không còn tư liệu lưu giữ đến ngày nay.
Đối với miền Nam Việt Nam, vở Hänsel và Gretel đã được biểu diễn tại Sài Gòn vào tháng 10 năm 1970 là vở opera đầu tiên được biểu diễn tại thành phố trong hơn 30 năm. Vở diễn này là để gây quỹ cho nghệ thuật hát bội. Nhưng trước đó trong giai đoạn 1954 đến 1960 cũng đã diễn ra một số hoạt động truyền bá ca nhạc kịch gây tiếng vang lớn thu hút đông đảo người dân, đặc biệt là tầng lớp sinh viên trí thức Sài Gòn tham gia. Những vở ca nhạc kịch yêu nước và lịch sử từ chế độ xã hội chủ nghĩa ở miền Bắc đều mang lại tác dụng nâng cao tinh thần yêu nước, dân tộc cho học sinh. Trong hoàn cảnh chiến tranh Việt Nam diễn ra khốc liệt, đã từng có nỗ lực từ miền Bắc Việt Nam muốn truyền bá opera vào miền Nam nhưng gặp nhiều khó khăn về điều kiện và phương tiện để dàn dựng một vở opera. Vở opera được ghi nhận ra đời trong hoàn cảnh này là Bông sen của Hoàng Việt, được sáng tác năm 1967, không lâu trước khi ông qua đời trên chiến trường. Dù được biểu diễn ngay sau đó nhưng Bông sen đã được chuyển từ thể loại opera xuống một hình thức nhạc cảnh nhỏ để phục vụ văn nghệ.
Sau sự kiện 30 tháng 4 năm 1975, khu vực miền Nam Việt Nam đã tiếp nhận văn hóa cùng dòng nhạc bác học từ miền Bắc. Sự thống nhất hai miền Bắc và Nam của Việt Nam cùng chính sách Đổi Mới cũng đã kéo theo sự hồi sinh của opera phương Tây tại Hà Nội, trong đó có sự kiện một tổ chức truyền bá văn hóa của Pháp mang tên Alliance française tài trợ 14 triệu đô la Mỹ cho việc trùng tu Nhà hát lớn Hà Nội.
Năm 1978, nhà soạn nhạc người Pháp gốc Việt Nguyễn Thiên Đạo sáng tác vở opera mang tên Mỵ Châu – Trọng Thủy, đánh dấu tên tuổi của bản thân nhạc sĩ trong lĩnh vực âm nhạc cổ điển đương đại của thế giới. Đây được xem là vở nhạc kịch đầu tiên của Việt Nam được thế giới biết đến như một tác phẩm "mang tiếng nói dân tộc đặc sắc và thủ pháp biểu hiện mới mẻ".

### Thời kì Đổi Mới
Đến những năm 1990, opera Việt Nam được biểu diễn tới công chúng nhờ vào sự hỗ trợ của các tổ chức quốc tế như Thuỵ Điển, Hội đồng Anh... nhưng vào thời điểm này, những vở opera thuần Việt dường như không xuất hiện mà chỉ có các tác phẩm nước ngoài. Đứng trước bối cảnh các dòng nhạc dân tộc và dòng nhạc bác học bị lép vế trước dòng nhạc trẻ, opera cũng chỉ được dàn dựng một cách "lác đác" với phần giao hưởng và hợp xướng.

### Thời kì hiện đại
Tại các quốc gia phát triển, opera là một trong những môn nghệ thuật được xem trọng. Tuy vậy tại Việt Nam, opera cũng như các loại hình nghệ thuật bác học khác như ballet thời điểm đầu thế kỷ 21 đang đứng trước nhiều thách thức và vướng mắc từ biểu diễn, sáng tác đến dàn dựng. Tới đầu thế kỷ này, khái niệm opera vẫn mới chỉ được xem là "đơn giản và rất mơ hồ" với nhiều người dân. Khoảng thời gian chạm đỉnh của opera Việt Nam trong thời kỳ này đã có sự giúp sức gần như tối đa từ tài chính đến nhân lực của Nhà nước Việt Nam cũng như các nước như Nga, Đức, Pháp, qua đó có những tác phẩm như 3 vở opera trong cuộc đời của Đỗ Nhuận; Bên bờ K'rông Pa của Nhật Lai, Bông sen của Hoàng Việt. Thập niên 2010, Nhà hát Nhạc Vũ Kịch Việt Nam đã cho dựng một số vở opera. Dù đôi lúc opera được trình diễn trên sân khấu ở Hà Nội và Thành phố Hồ Chí Minh, Việt Nam vẫn chưa thực sự có một nền nghệ thuật opera chuyên nghiệp, ổn định. Số nhạc sĩ sáng tác opera không nhiều nên chủ yếu chỉ dàn dựng được những tác phẩm mang tính kinh điển của nước ngoài. Bên cạnh đó, đây cũng là thể loại nghệ thuật kén khán giả hơn là âm nhạc đại chúng, trong khi để dàn dựng và một biểu diễn opera vẫn còn vướng mắc vấn đề tài chính eo hẹp. Việt Nam vẫn chưa có cơ hội thuận lợi cho opera phát triển. Do đó, việc sáng tác và biểu diễn opera trở nên "xa xỉ" tại Việt Nam, khiến loại hình này gần như vắng bóng. Để opera tại nước này phát triển, một số cuộc thi đã được tổ chức nhưng được nhận định vẫn chưa có nhiều hiệu quả.

#### Dàn dựng

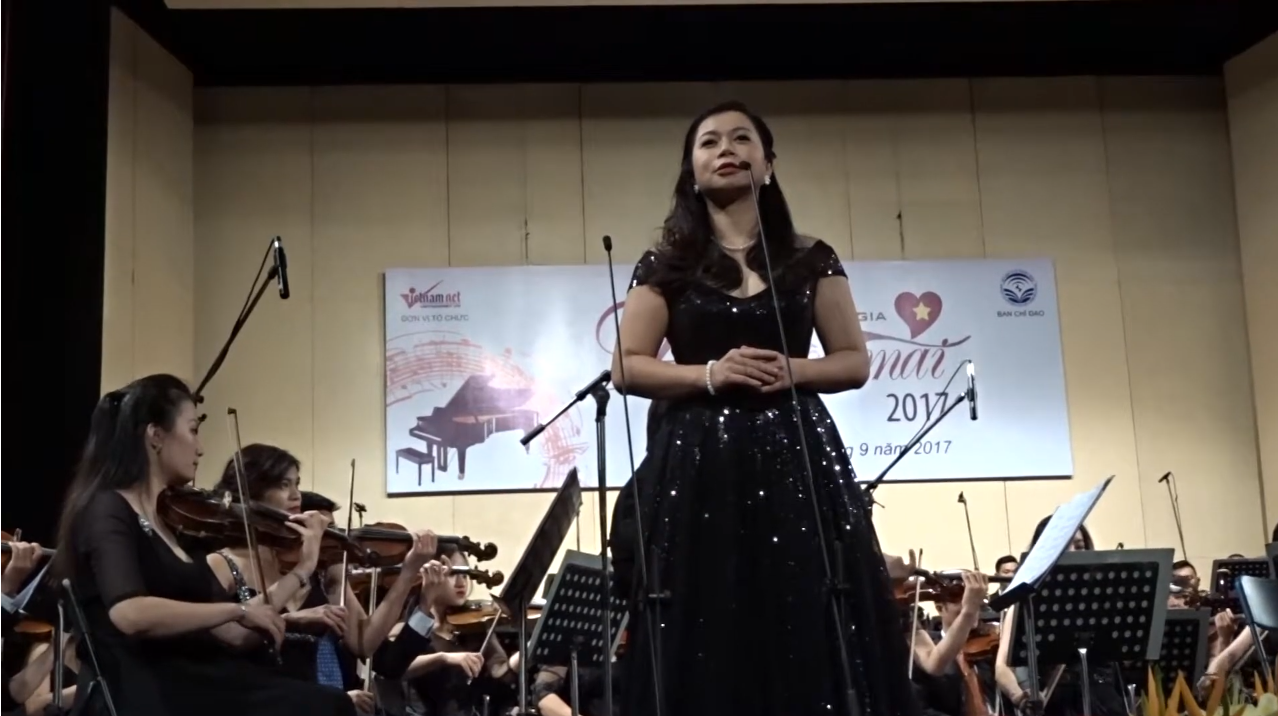
Ca sĩ opera Hương Diệp cùng Dàn nhạc Giao hưởng Việt Nam đang trình bày aria "Em nghĩ sao không ra" trích từ vở "Cô Sao" của Đỗ Nhuận năm 2017

Theo một nguồn tin từ tổ chức Hội Âm nhạc Hà Nội, để dàn dựng được một vở nhạc kịch tại Việt Nam là "một thách thức lớn", trong đó cần có sự đầu tư về chuyên môn, nhân lực, kinh phí và thời gian dài và phải đảm bảo 3 vấn đề cơ bản: Nội dung (tác phẩm được dàn dựng), Biểu diễn và Tổ chức. Các đạo diễn người Châu Âu đã có những sáng tạo nghệ thuật trong quá trình dàn dựng các tác phẩm opera cổ điển của thế giới tại Việt Nam ngày nay, đưa hình thức nghệ thuật này gần gũi với sự tiếp nhận của khán giả Việt Nam hiện đại, đồng thời vẫn phổ biến được các giá trị nghệ thuật của thể loại nhạc kịch này. Ngược lại, trong dàn dựng sân khấu, phong cách dàn dựng của opera cũng được một nghiên cứu đề xuất khai thác để áp dụng vào loại hình nghệ thuật truyền thống của nước này như chèo. Một vấn đề khác được đặt ra rằng, số tiền đầu tư cho một tác phẩm opera tại Việt Nam được xem là không đáng kể so với những khoản kinh phí được cấp cho các lễ hội và các dự án đầu tư vào các loại hình âm nhạc truyền thống được vinh danh di sản thế giới. Mặt khác, không có vở opera nào được ngành văn hóa Việt Nam đặt hàng để xúc tiến loại hình nghệ thuật này. Những vở opera có sức ảnh hưởng trên thế giới như Cây sáo thần, Cosi fan tutte hay La Boheme đều mất tổng số kinh phí lên đến hàng tỷ Đồng trở lên. Tuy nhiên, có những vở khi công diễn chỉ thu về lợi nhuận không tới 50 triệu Đồng.
Năm 2006, Cây sáo thần của Mozart được dàn dựng tại Việt Nam, được coi là một trong những sự kiện âm nhạc lớn nhất diễn ra tại nước này trong năm, cũng là cơ hội giúp đánh thức "tiềm năng âm nhạc cổ điển cho đất nước". Năm 2012, vở Cô Sao được phục dựng và tái biểu diễn, mang nhiều ý nghĩa với nền âm nhạc nước này khi lần đầu nhiều người dân Việt Nam được xem một loại hình nghệ thuật có tính chất quốc tế như opera. Năm 2016, Carmen – vở nhạc kịch được xem là nổi tiếng nhất của Pháp và là một trong những vở được diễn nhiều nhất trên thế giới, đã ra mắt công chúng Việt Nam tại Nhà hát thành phố Hồ Chí Minh. Mặc dù gặp những khó khăn trước mắt trên con đường phát triển và đưa opera đến gần với công chúng Việt hơn, Nhà hát Nhạc Vũ kịch Việt Nam đã đưa vở Maria de Buneos Aires lên sân khấu Nhà hát Lớn với một phong cách mới, đặc biệt là việc đưa dàn nhạc lên sân khấu để tương tác trực tiếp với ca sĩ và dàn diễn viên múa. Chương trình đã thu hút được khán giả thông qua truyền thông, báo chí. Nhiều bài viết, chương trình truyền hình phân tích về tác phẩm này, giúp kéo khán giả Việt đến với opera nhiều hơn.
Đối với hoạt động của opera Việt Nam tại hải ngoại, tác giả Phan Quang Phục đã cho ra mắt một số vở opera khác nhau viết bằng tiếng Anh. Tháng 2 năm 2014, tại thành phố Bloomington, tiểu bang Indiana, vở opera tiếng Anh The Tale of Lady Thị Kính dựa trên vở chèo cổ Quan âm Thị Kính của Việt Nam do ông sáng tác đã được trình diễn 4 ngày trên sân khấu hơn 1000 ghế ngồi của Đại học Indiana. Tác phẩm có thời lượng 135 phút với sự góp mặt của dàn nhạc giao hưởng, dàn hợp xướng và 15 vai diễn, toàn bộ phần lời hát bằng tiếng Anh nhưng được xem là lần đầu tiên, có hai bài hợp xướng được hát bằng tiếng Việt trong một vở opera được dàn dựng và biểu diễn trên sân khấu nhạc kịch thế giới. Trước đó, nhà soạn nhạc này cũng từng cho ra mắt vài cảnh của vở opera 120 phút Lorenzo de' Medici vào năm 2007 với phần nhạc được yêu thích nhưng phần nội dung không gây được ấn tượng. Năm 2018, Phan Quang Phục tiếp tục công bố vở opera mới mang tên Trong bụng ngựa (tựa tiếng Anh là What the Horse Eats). Vở opera gồm 5 màn, được viết như một vở nhạc kịch lớn nhưng được dàn dựng là một vở nhạc kịch thính phòng. Trong bụng ngựa được nhận xét "tràn đầy những điệu nhạc gợi cảm và đầy cảm xúc".
Đầu thập niên năm 2020, chỉ mới vài vở opera Việt Nam được khôi phục, dàn dựng trên sân khấu trong vài năm gần đây. Việc khai thác các tiết mục thanh nhạc trong các vở opera Việt Nam để biểu diễn còn chưa nhiều, qua đó thể hiện sự quan tâm chưa đúng mức đến thể loại này. Năm 2022, buổi công diễn vở Công nữ Anio được công bố tại Việt Nam  được tổ chức dự kiến vào tháng 9 năm 2023 tại nhà hát Lớn Hà Nội. Đây là dự án trọng tâm trong sự kiện kỷ niệm 50 năm thiết lập quan hệ ngoại giao Nhật Bản – Việt Nam. Vở opera này đã được công diễn nhiều lần tại Hà Nội, 1 lần tại Hưng Yên và 1 lần tại Tokyo, Nhật Bản. 4 buổi công diễn tại Việt Nam đã để lại "những ấn tượng và tình cảm tốt đẹp" đối với người dân. Trong đó, buổi công diễn đầu tiên tại Việt Nam có sự tham dự của Thân vương Fumihito và Hoàng tự phi Kiko. Năm 2023, một vở opera của một đạo diễn người Pháp gốc Việt soạn mang tên tiếng Việt là Khung cảnh lãng quên được công diễn tại Việt Nam nằm trong khuôn khổ sự kiện kỷ niệm "50 năm quan hệ ngoại giao Việt Nam và Pháp". Vở opera này có sự kết hợp cải lương với nhạc kịch Pháp và được thể hiện bằng 3 thứ tiếng Anh, Pháp, Việt.

## Hoạt động sáng tác
Lĩnh vực sáng tác opera chủ yếu diễn ra tại miền Bắc Việt Nam. Các vở opera ra đời trong giai đoạn từ 1954 đến 1975 của nền âm nhạc Bắc Việt đã đạt những thành tựu nhất định về số lượng và cả chất lượng ca khúc thời kỳ này được sáng tác một các phong phú với nhiều thể loại và hình thức như hành khúc, trữ tình, ca khúc quần chúng, ca khúc thiếu nhi... Bên cạnh đó, những thể loại có hình thức lớn như hợp xướng, trường ca tiếp tục phát triển. Thời kỳ này còn xuất hiện thêm thể loại thanh xướng kịch. Tư duy đa âm trong các tác phẩm hợp xướng đã phần nào chứng minh bút pháp sáng tác của các nhạc sĩ Việt Nam đã cải thiện hơn, cũng như khẳng định cơ sở để sáng tác các tiết mục hợp xướng cho opera. Ở thời kỳ này, việc sáng tác khí nhạc cũng nhanh chóng phát triển phong phú về mặt thể loại có hình thức lớn như liên khúc sonata giao hưởng nhiều chương, tổ khúc giao hưởng, giao hưởng thơ cho tới các thể loại có hình thức nhỏ như biến tấu, rapsodie, fantasie... và các tiểu phẩm khác. Sự phát triển giao hưởng trong giai đoạn này đã có một tầm ảnh hưởng rất lớn tới sáng tác opera. Khi các nhạc sĩ Việt Nam đã viết được giao hưởng thì việc viết opera cũng có thực hiện được. Thể loại kịch nói được phát triển trên tất cả các mặt sáng tác, biểu diễn, đào tạo, nghiên cứu lý luận phê bình, là sự thúc đẩy cho việc phát triển các loại hình sân khấu khác như sân khấu cổ truyền (tuồng, chèo, cải lương), ca kịch và cả cho sân khấu opera. Dựa trên nhận định tổng quan, các nhạc sĩ miền Bắc đã tiếp thu opera cổ điển và lãng mạn châu Âu, đồng thời kết hợp sử dụng những yếu tố trong âm nhạc cổ truyền Việt Nam để xây dựng nên các tác phẩm opera thuần Việt.
Theo nhiều tài liệu xuất bản thuộc quản lí của Nhà nước Việt Nam, năm 1965, vở opera đầu tiên – Cô Sao của Đỗ Nhuận đã được dàn dựng và biểu diễn, đánh dấu sự ra đời của opera Việt Nam mà chính quyền nước này khẳng định. Ý định viết một vở opera của Đỗ Nhuận đã được ông ấp ủ từ những năm đầu thập niên 1950, mà thời đó ông đã viết được nhiều bản ca kịch ngắn. Qua đó, Đỗ Nhuận đã đóng vai trò đặc biệt và có vị trí lớn trong sự khởi đầu của loại hình nghệ thuật tổng hợp này tại Việt Nam. Cô Sao, về sau còn được đổi thành A Sao, được ra mắt công chúng lần đầu vào ngày 2 tháng 9, nhân kỷ niệm 20 năm thành lập nước Việt Nam Dân chủ Cộng hòa. Tham gia vở diễn là dàn nghệ sĩ đáng chú ý của nền thanh nhạc Việt Nam lúc bấy giờ như Quý Dương, Ngọc Dậu, Trung Kiên, Quang Hưng... Đã có một số tham luận, bài viết liên quan trực tiếp đến quá trình hình thành và phát triển nghệ thuật opera Việt Nam như tham luận hội thảo Khoa Thanh Nhạc 30 Năm (năm 1986) của Trung Kiên. Cùng năm, ông cũng có tên trong một bài tham luận khác có khuôn khổ lớn và bao quát rộng hơn mang tên "Những bước phát triển của 3 dòng ca hát" tại khuôn khổ Hội nghị tổng kết 10 năm hoạt động ngành ca múa nhạc.
Khi tiếp cận với nền nhạc kịch châu Âu cổ điển, hai nhạc sĩ Đỗ Nhuận và Nhật Lai đã sáng tác những vở opera Việt Nam đầu tiên kết hợp kỹ thuật hát bel canto với kỹ thuật hát dân tộc và được giới âm nhạc Việt Nam đánh giá cao. Dù bước đầu chỉ là sự thể nghiệm, nhưng việc vận dụng kỹ thuật mang tính cổ điển của thế giới và kỹ thuật dân gian Việt Nam đã được xem là sự hứa hẹn lớn.
Dưới góc độ tìm hiểu vấn đề một nhạc sĩ sáng tác có vị trí quan trọng đối với opera Việt Nam hay không, Đỗ Nhuận từng viết nhiều bài viết liên quan đến mảng đề tài này như "Bàn về ca kịch mới" (báo Văn học số 2 năm 1958), "Một thành công lớn trọng việc giới thiệu nhạc kịch Evgeni Onegin (báo Văn nghệ số 12 năm 1961), "Dạo đầu: Cộng hay không cộng?" (báo Văn hóa số 6 năm 1969), "Từ ca khúc đến nhạc kịch" (báo Văn hóa số 8 năm 1969), "Tôi viết nhạc kịch Người tạc tượng" (báo Văn hóa số 4 năm 1970)...
Bước vào thời kì Đổi Mới, cơ chế thị trường với những quan niệm về thương mại hóa nghệ thuật đã tác động đến việc hình thành thị trường âm nhạc ảnh hưởng trực tiếp tới hoạt động sáng tác, biểu diễn và đào tạo thanh nhạc chính thống. Những sáng tác lớn ngang tầm với các vở opera của Đỗ Nhuận, Nhật Lai, Hoàng Việt... hay trường ca của Văn Cao, Nguyễn Đình Thi đều không có. Tại các quốc gia như Pháp và Mỹ kể từ năm 1978 đến năm 2023, một số vở opera do các nhạc sĩ Việt Kiều sáng tác có quy mô lớn đã gây được sự chú ý nhất định trong hoạt động âm nhạc cổ điển đương đại. Trong đó, vở opera Khung cảnh lãng quên của nhạc sĩ Olivier Dhénin Hữu đã kết hợp 2 hình thức nghệ thuật cải lương của Việt Nam và opera Pháp, được nhìn nhận như "sự hòa trộn văn hóa Đông – Tây".
Năm 2005, một tác phẩm được sáng tác và dàn dựng theo hơi hướng opera mang tên Đất nước đứng lên của An Thuyên được công diễn, được xem là sự trở lại của opera thuần Việt sau nhiều năm. Vở diễn chia thành 6 màn, chủ yếu có nội dung ca ngợi về truyền thống cách mạng và cứu quốc tại khu vực Tây Nguyên. Đất nước đứng lên dù được sáng tác như một vở opera nhưng đã bị nhiều nhà nghiên cứu âm nhạc góp ý cũng như đặt ra nghi vấn "chưa thể gọi là opera" vì sự thiếu sót về phần âm nhạc như việc vở diễn không có ouverture, chưa có sự tách bạch về ca nhạc và múa,... Thậm chí tác phẩm này còn dính nghi vấn bản quyền khi dàn dựng trên nguyên tác của Nguyên Ngọc mà chưa được sự đồng ý của tác giả.

### Đặc tính opera cách mạng miền Bắc
Nội dung các vở opera Việt Nam dưới chế độ xã hội chủ nghĩa chủ yếu đề cập đến những vấn đề có ý nghĩa to lớn đối với vận mệnh của toàn thể dân tộc như chủ nghĩa anh hùng, yêu nước, cũng như kể lại các cuộc chiến tranh cách mạng với thực dân Pháp và đế quốc Mỹ... Qua đó những vở này nói lên "khát vọng hòa bình, độc lập dân tộc, hạnh phúc và tình yêu của nhân dân". Nguồn nước ngoài nghiên cứu rằng opera do người Việt sáng tác có nội dung sử dụng "lịch sử người Việt và những câu chuyện chính trị". Đa số các opera Việt Nam có cấu trúc theo mẫu hình opera cổ điển châu Âu, đó là phân chia theo lối màn, cảnh và cấu trúc số mục. Ngoại trừ vở Bông sen của Hoàng Việt được xây dựng theo lối xuyên suốt không chia thành màn và có quy mô nhỏ hơn tất cả. Trong khi đó, các vở opera do người Việt hải ngoại sáng tác thường viết bằng ngoại ngữ như Anh, Pháp nhưng chủ yếu vẫn có nội dung liên quan đến Việt Nam như truyền thuyết dân gian.
Mở đầu các opera là khúc mở màn của dàn nhạc, một số vở mở màn bằng đọc thơ trên nền nhạc và thêm phần hợp xướng như Cô Sao, Bên bờ K'rông Pa. Phần thanh nhạc gồm hát và hát nói. Nhiều vở thậm chí có thêm nói thường. Các tiết mục thanh nhạc sử dụng nhiều hình thức của opera châu Âu: đơn ca, hợp ca, hợp xướng. Các tiết mục đơn ca chủ yếu là aria và ca khúc, arioso, romance, ballade. Hợp ca có các tiết mục song ca là chủ yếu, ngoài ra còn có tam ca và tốp ca. Hợp xướng được dùng ở nhiều hình thức: Phân chia theo giọng người có hợp xướng nam nữ, hợp xướng nam, hợp xướng nữ. Phân chia theo bè chủ yếu có hợp xướng bốn bè, ba bè, thậm chí là hai bè.
Kỹ thuật hát trong opera Việt Nam có sự khác biệt so với opera cổ điển châu Âu, chủ yếu xuất phát từ sự khác biệt ngôn ngữ, cách phát âm, cùng với những yếu tố âm nhạc dân tộc các vùng miền trên đất nước Việt Nam. Phong cách bel canto cũng đã du nhập song song với sự ra đời của opera Việt Nam. Theo giảng viên thanh nhạc Trần Thị Ngọc Lan, một tác giả nghiên cứu cho rằng việc đưa kỹ thuật hát của một ngôn ngữ hoàn toàn khác vào tiếng Việt (vốn là ngôn ngữ đơn âm) là một quá trình đòi hỏi "nhiều công phu, say mê và sáng tạo..." Ngôn ngữ, lời ca của nhân vật vai diễn giọng nữ cao trong opera Việt Nam thường được thể hiện nét đặc trưng thông qua bối cảnh lịch sử, không gian phản ánh câu chuyện của vở kịch. Đối với phần dàn nhạc, opera Việt Nam cũng được sử dụng theo mẫu hình opera châu Âu, gồm bốn bộ nhạc cụ trong dàn nhạc giao hưởng là dây, gỗ, đồng, gõ. Bên cạnh đó, các opera đều sử dụng thêm các nhạc cụ dân tộc. Bộ phận khí nhạc, ngoài khúc mở màn và dạo đầu các màn có nhạc đệm, nhạc nền, nhạc dẫn vào tiết mục, nhạc chen đóng vai trò quan trọng trong việc thể hiện tình huống kịch và xây dựng hình tượng kịch.
Bên cạnh các tiết mục thanh nhạc và phần viết cho dàn nhạc, các tiết mục múa cũng đôi khi xuất hiện. Trong các opera thuần Việt, các tiết mục múa chủ yếu có màu sắc dân gian như các vũ điệu Tây Nguyên trong Bên bờ K'rông Pa, múa theo điệu xòe của dân tộc Thái trong Cô Sao.

## Các nhân tố

### Dàn nhạc giao hưởng

##### Dàn nhạc giao hưởng Việt Nam

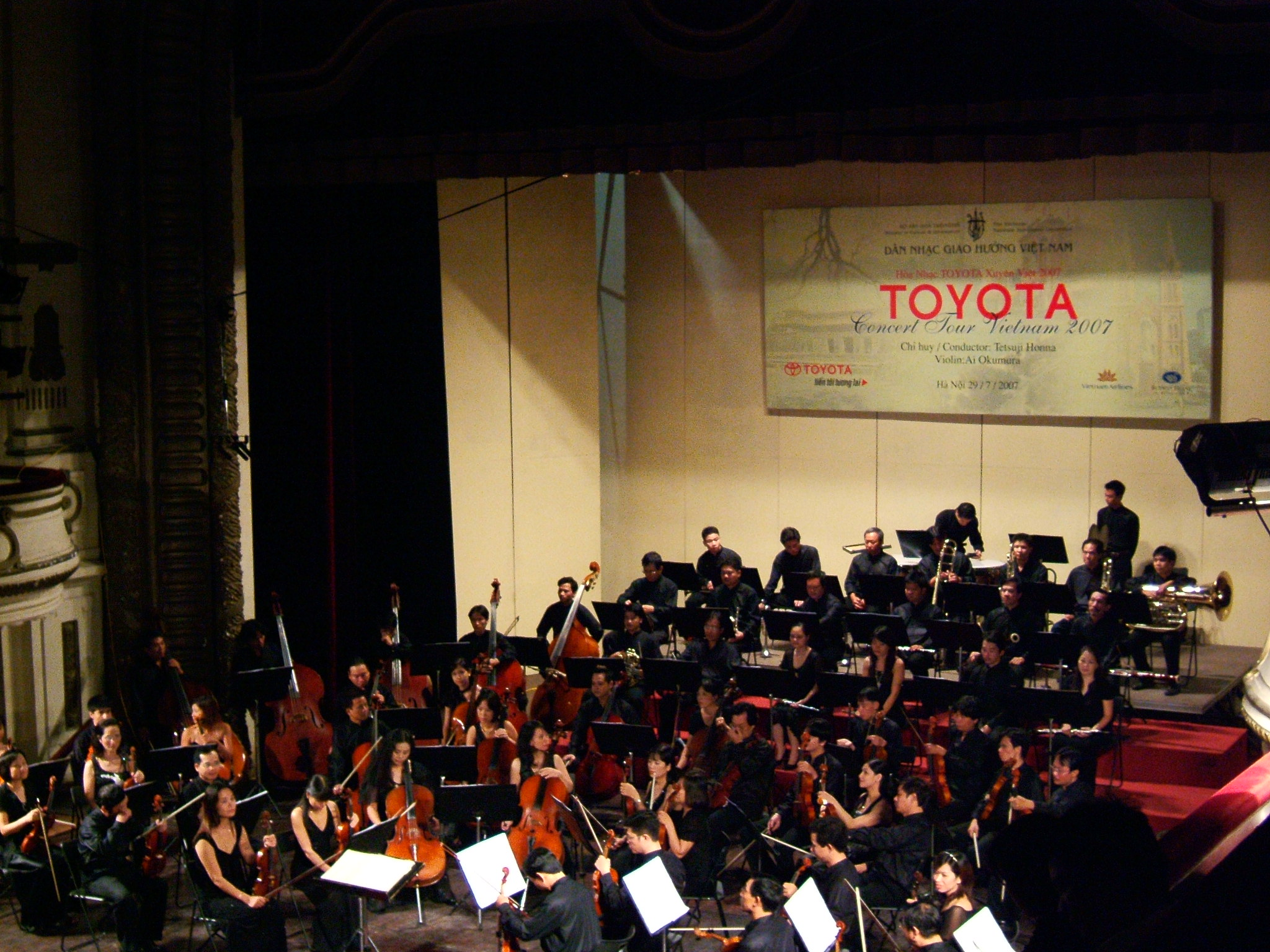
Dàn nhạc giao hưởng Việt Nam tại Nhà hát lớn Hà Nội

Trong thời kỳ chiến tranh Việt Nam, tại miền Bắc, trước sự trưởng thành của ngành âm nhạc và yêu cầu cấp thiết có được điều kiện để thúc đẩy việc sáng tác đồng thời trình diễn, giới thiệu tới người dân những tác phẩm từ những nhà soạn nhạc lớn phương Tây, Bộ Văn hóa Việt Nam đã đưa ra quyết định thành lập một dàn nhạc giao hưởng đầu tiên của chế độ xã hội chủ nghĩa với sự giúp đỡ của những chuyên gia nước ngoài vào ngày 6 tháng 8 năm 1959. Việc thành lập Dàn nhạc Giao hưởng Việt Nam đáp ứng được yêu cầu là tận dụng nghệ thuật biểu diễn âm nhạc với quy mô lớn để khích lệ quần chúng trong cuộc cách mạng văn hóa và tư tưởng, khuyến khích việc sáng tác ra những tác phẩm âm nhạc quy mô lớn. Ngày 5 tháng 9 năm 1950, Bộ trưởng Bộ Văn hóa Hoàng Minh Giám đã giao cho Dương Quang Thiện, một người cùng đơn vị đứng ra chịu trách nhiệm với mục tiêu xây dựng một dàn nhạc 4 quản hoàn chỉnh gồm 114 nhạc công. Tuy vậy, tới năm 1984, Dàn nhạc Giao hưởng Việt Nam (VNSO) mới được thành lập chính thức theo quyết định số 79/VH-QĐ, ngày 14 tháng 6 năm 1984 trực thuộc Bộ Văn hóa Việt Nam.

##### Dàn nhạc giao hưởng Nhạc vũ kịch
Năm 1964, để đẩy mạnh thêm phong trào âm nhạc, sau hai năm thành lập Đoàn Hợp xướng Việt Nam, Bộ Văn hóa đã quyết định thành lập một đơn vị nghệ thuật mới, quy mô lớn hơn, đó là Nhà hát Giao hưởng hợp xướng nhạc vũ kịch Việt Nam. Vở opera đầu tiên được công diễn là Yevgeny Onegin của Tchaikovsky, sau đó nhà hát đã cho trình diễn vở nhạc kịch của Triều Tiên Núi rừng hãy lên tiếng gồm 5 màn, 8 cảnh vào tháng 12 năm 1964. Đây được xem là thử thách đầu tiên về loại hình nghệ thuật tổng hợp cao cấp này như opera. Trong dịp kỷ niệm 35 năm ngày thành lập Đảng Cộng sản Việt Nam và mừng thọ Hồ Chí Minh 75 tuổi, dàn nhạc này đã cùng với dàn hợp xướng của Nhà hát, trình diễn vở nhạc kịch Cô Sao của Đỗ Nhuận. Kể từ ngày thành lập Dàn nhạc Giao hưởng quốc gia Việt Nam (1984), dàn nhạc của Nhà hát Nhạc vũ kịch không được chú tâm phát triển nhiều. Đến giữa thập niên 2010, biên chế nhạc công còn rất hạn chế với trên dưới 30 người nên được nhận định là "chưa thể coi là hoàn chỉnh đối với một dàn nhạc giao hưởng". Theo đó, mỗi lần có chương trình biểu diễn, Dàn nhạc của nhà hát này phải phụ thuộc nhiều vào các cộng tác viên thuộc các đơn vị khác. Dàn nhạc chủ yếu được sử dụng để đảm nhiệm phần âm nhạc cho các vở ballet, opera, operetta.

##### Các dàn nhạc khác

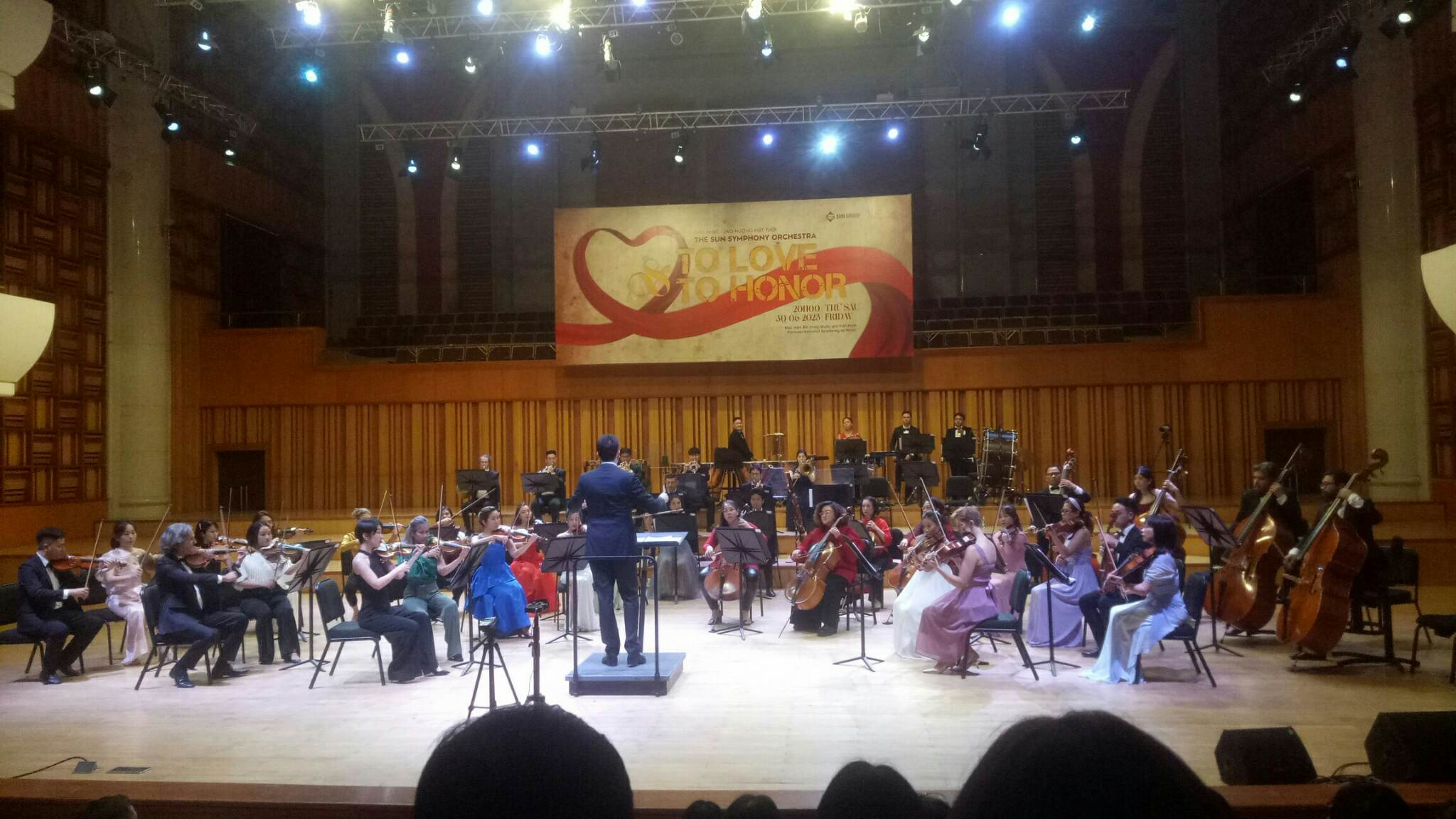
Dàn nhạc giao hưởng Mặt trời

Kể từ sau khi Việt Nam kết thúc 2 cuộc chiến tranh lớn, sự thịnh hành của của các loại nhạc pop, rock, các loại nhạc cụ điện tử... đã khiến cho sự xuất hiện của âm nhạc giao hưởng ngày càng thưa dần. Tuy vậy, từ những năm 90 của thế kỷ 20, âm nhạc giao hưởng dần dần xuất hiện trở lại. Với sự giao lưu văn hóa mở cửa, nhiều nghệ sĩ và nhà chỉ huy dàn nhạc quốc tế đã đến Việt Nam làm việc với Dàn nhạc Giao hưởng, cộng tác với các nghệ sĩ Việt Nam trong các chương trình biểu diễn xuyên Việt trong nhiều năm. Tính đến năm 2024, Việt Nam có một số dàn nhạc giao hưởng thường xuyên hoạt động biểu diễn opera, nhạc giao hưởng như Dàn nhạc Giao hưởng quốc gia Việt Nam, Dàn nhạc Giao hưởng Hà Nội trực thuộc Học viện Âm nhạc Quốc gia Việt Nam, Dàn nhạc Giao hưởng Nhà hát Nhạc vũ kịch Việt Nam, Dàn nhạc Giao hưởng Thành phố Hồ Chí Minh (hoạt động không thường trực), Dàn nhạc giao hưởng Mặt trời,...

### Nhà hát
Những nhà hát đầu tiên của Việt Nam cũng được xây dựng từ đầu những năm 1900 như Nhà hát lớn Hà Nội và Nhà hát Thành phố Hồ Chí Minh. Đây là nơi diễn ra những chương trình văn hoá nghệ thuật và các buổi diễn opera lớn, nhưng các nhà hát tại Việt Nam vẫn đang ở mức phục vụ các chương trình nghệ thuật ở quy mô trong nước, chưa thể trở thành nơi biểu diễn của những nghệ sĩ nổi tiếng toàn thế giới trong lĩnh vực văn hóa nghệ thuật. Thời điểm năm 1990, Nhà hát Nhạc Vũ Kịch Việt Nam mới có đủ khả năng phối hợp dàn dựng những tác phẩm opera lớn, và cũng chỉ có nhà hát này mới có đủ các nghệ sĩ có trình độ để biểu diễn opera. Tính ở thời điểm đó, nhà hát dàn dựng và công diễn khoảng dưới 10 vở opera.
Nghệ sĩ Đỗ Quốc Hưng từng nêu ra vấn đề việc không thống nhất giữa hai khái niệm nhà hát khiến cho loại nhà hát kiểu rạp hát lớn tại Việt Nam không còn là thánh đường của nghệ thuật opera. Để duy trì hoạt động, nhà hát phải chấp nhận cho nhiều loại hình âm nhạc, nghệ thuật ngoài opera, thậm chí cả những hoạt động không phải nghệ thuật cũng diễn ra tại đây. Những hoạt động này tuy đạt được mục đích về kinh tế, nhưng đã làm mất đi vị thế, giá trị và chức năng chính của nhà hát. Thực trạng này đã diễn ra ở cả Hà Nội và Thành phố Hồ Chí Minh trong một khoảng thời gian dài.
Tới năm 2020, sân khấu biểu diễn opera chuyên nghiệp ở Việt Nam vẫn chưa có. Nhạc sĩ Đỗ Hồng Quân cho biết việc dựng vở Người tạc tượng tại Nhà hát Nhạc Vũ Kịch Việt Nam chỉ còn cách phải phóng thanh bằng sử dụng micro chuyên dụng treo ở trên và đặt dưới mặt đất. Nhà hát Nhạc Vũ Kịch Việt Nam đã ra đời được hơn 50 năm nhưng chưa có được một lực lượng ca sĩ hát opera tương xứng, chưa tạo được sức hút đối với công chúng. Suốt thời gian đầu thế kỷ 21, chỉ có Nhà hát Nhạc Vũ Kịch Việt Nam và Nhà hát Thành phố Hồ Chí Minh có những nỗ lực để xây dựng và sản xuất các vở opera nổi tiếng thế giới và một số tác phẩm opera Việt. Tuy nhiên, kinh phí dàn dựng là vấn đề trở ngại lớn nhất.
Năm 2022, một dự án quy hoạch xây dựng nhà hát opera ở Hồ Tây đã được công bố, nhận được sự quan tâm nhất định từ giới chuyên môn lẫn người dân Hà Nội. Năm 2023, nhà hát opera Hồ Gươm khánh thành tại quận Hoàn Kiếm được xem là nhà hát có thiết kế, không gian kiến trúc và trang thiết bị hiện đại nhất tại Việt Nam tại thời điểm đi vào hoạt động. Nhà hát này được dự định là yếu tố thúc đẩy đời sống văn hóa, nghệ thuật của người dân tại thành phố Hà Nội nói riêng và Việt Nam nói chung.

### Nghệ sĩ
- Hàng 1: Quang Thọ
- Hàng 2: Phạm Thu Hà, Đào Tố Loan, Ngô Hương Diệp
- Hàng 3: Đăng Dương, Khánh Ngọc

Ngay từ lúc ra đời, vở opera Cô Sao đã có được phần biểu diễn quy tụ những nghệ sĩ thanh nhạc có tiếng thời bấy giờ như Quý Dương, Ngọc Dậu, Trung Kiên, Quang Hưng. Dù vậy, từ trước khi vở opera đầu tiên ở miền Bắc Việt Nam ra đời, các nghệ sĩ giọng nữ cao luôn chiếm ưu thế trong thể hiện các tác phẩm thanh nhạc từ khi Trường Âm nhạc Việt Nam được thành lập và đào tạo phần lớn giọng nữ cao. Nổi bật trong số những nghệ sĩ giọng nữ cao là Lê Dung, bà được xem là người đặt nền móng của nhạc cổ điển tại Việt Nam, đồng thời được nhận định là người có tài năng, thành tựu lớn trong việc đem giá trị của nên văn hóa, âm nhạc thế giới với công chúng Việt Nam. Trong khi đó, với những nam nghệ sĩ opera, chất giọng nam trầm tại Việt Nam và một số nước châu Á nói chung vẫn trong tình trạng khan hiếm. Đỗ Quốc Hưng hiện là giọng nam trầm hiếm hoi hiện tại của Việt Nam.
Tại miền Nam, báo chí có đưa tin về một số nghệ sĩ hát tuồng, cải lương mà theo cách gọi của họ cũng là "tuồng opera" như Phùng Há, Năm Phỉ. Những ca sĩ này được khen ngợi là có giọng hát sánh ngang với các "ngôi sao opera" của nước Pháp đương thời, cho dù đó là hai loại hình nghệ thuật khác nhau.
Thế kỷ 21, những nghệ sĩ có tâm huyết với opera đã nỗ lực tìm kiếm đầu tư, xây dựng kịch bản, tập hợp nghệ sĩ để biểu diễn trước công chúng một số vở diễn thuộc loại hình được cho là "kén người thưởng thức" tại quốc gia này. Số lượng nghệ sĩ opera có trình độ cao tới thập niên 2020 vẫn chỉ là con số khiêm tốn. Theo một nhận định từ báo Tổ quốc, so với các nghệ sĩ opera trên thế giới, nghệ sĩ opera Việt Nam chưa được công chúng quan tâm và chưa nhận được sự đền đáp với công sức bỏ ra. Qua một nghiên cứu, bản thân thể chất của người Việt cũng không có lợi thế để hát loại hình nghệ thuật này từ giọng hát tới thể lực bẩm sinh. Thông thường, một ca sĩ opera phải trải qua nhiều vòng tuyển chọn khắt khe và mất từ 6 tới 10 năm học tại trường lớp mới được biểu diễn trên sân khấu chuyên nghiệp. Trong quá trình học, họ phải bỏ cuộc vì bị rất nhiều cuộc thi khắc nghiệt ngăn cản và phải chịu những bài tập khó khăn về kỹ thuật, thể lực.
Do cơ sở vật chất tại Việt Nam hiện chưa đáp ứng đủ để đào tạo ra một ca sĩ opera chuyên nghiệp, nhiều người buộc phải tự trang trải tài chính để du học. Nghệ sĩ opera Việt Nam từ nhiều năm nay vẫn hoạt động một cách âm thầm và gần như tách biệt hẳn với giới giải trí. Các buổi hòa nhạc, nhạc kịch diễn ra không nhiều và lượng khán giả đến xem rất thưa thớt, kéo theo tiền lương thấp, bằng một phần rất nhỏ so với một nghệ sĩ V-pop. Đa số ca sĩ opera của Việt Nam đều phải kiêm thêm nhiều công việc khác để duy trì cuộc sống như kinh doanh, làm quản lý, dạy học. Hầu như không ai kiếm sống được bằng việc hát opera. Một bài báo đã nêu lên thực trạng và đặt ra câu hỏi về việc một số nghệ sĩ của dòng nhạc nhẹ hoặc âm nhạc thị trường (showbiz) chỉ cần "vài cú lắc hông" đã có thể thu về khoản tiền lợi nhuận lớn lao, trong khi các nghệ sĩ opera dù "thầm lặng cống hiến" nhưng khoản lợi nhuận chỉ là "muối bỏ bể". Bài báo nhấn mạnh việc đầu tư cơ sở vật chất hạ tầng cho âm nhạc hàn lâm cũng là điều cấp thiết.

#### Nghệ sĩ tiêu biểu thế kỷ 21
Một số nghệ sĩ opera thế kỷ 21 khác cũng được báo chí Việt Nam đánh giá là nổi bật như Quang Thọ, Quốc Hưng, Vũ Mạnh Dũng, Đào Tố Loan, Lan Anh, Tạ Minh Tâm, Khánh Ngọc, Hương Diệp, Trang Bùi, Lan Quỳnh, Hà My.   Hà Phạm Thăng Long, người được đánh giá là một trong những ca sĩ hàng đầu của opera Việt Nam, cũng là người đầu tiên tham dự một cuộc thi opera tại Mỹ. Ninh Đức Hoàng Long là nam nghệ sĩ đoạt giải Nhất cuộc thi opera Quốc tế tại Hungary.

### Khán giả
Trong thời kỳ Việt Nam là thuộc địa của Pháp, opera cùng các loại hình nghệ thuật châu Âu xuất hiện tại Việt Nam chủ yếu để phục vụ những quan lại và chính quyền thực dân Pháp cùng một số người Việt giàu có. Trong chiến tranh Đông Dương, nhiều bài báo thường đưa tin rao vặt hoặc quảng cáo tới người dân các loại máy phát nhạc để nghe opera. Khi vở opera Cô Sao được công diễn lần đầu tại Nhà hát Lớn Hà Nội trong dịp kỷ niệm 20 năm Quốc khánh nước Việt Nam Dân chủ Cộng hòa, vở diễn đã nhận được sự đón nhận từ công chúng.
Tới thế kỷ 21, opera vẫn được xem là khái niệm "mơ hồ". Cũng vì bị coi là loại hình nghệ thuật "kén người nghe" nên opera tại Việt Nam vẫn chưa thu hút được số lượng khán giả đáng kể. Theo một nghiên cứu tại thời điểm công bố năm 2020 của tạp chí Văn hóa & Nghệ thuật, đa phần thính giả âm nhạc tại Việt Nam chưa xem bất cứ vở opera nào. Khán giả tại Việt Nam có thể hiểu biết nhiều hơn về những nghệ sĩ V-pop dù hoạt động lâu năm hay chỉ mới nổi so với một nghệ sĩ opera Việt Nam. Khi nhắc đến âm nhạc Việt Nam trong hơn 20 năm đầu thế kỷ 21, dường như khán giả nước này sẽ chỉ nhớ đến những cái tên đình đám của dòng nhạc nhẹ cùng các bảng xếp hạng từ lượt bình chọn qua đài phát thanh cho tới ngày của những thước đo "triệu lượt xem, nghe" qua thời đại công nghệ số chứ không phải những nghệ sĩ thuộc dòng nhạc opera, thính phòng và cổ điển. Bên cạnh đó, công chúng xem opera ở Việt Nam được đánh giá là không nhiều. Khán giả chính của opera ở Việt Nam vẫn là người nước ngoài.

## Đào tạo

### Thời kì chia cắt hai miền

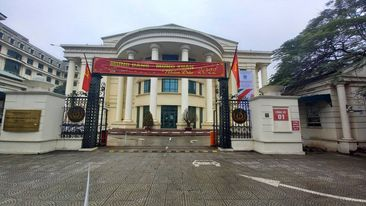
Học viện Âm nhạc Quốc gia Việt Nam (tiền thân là Trường Âm nhạc Quốc gia)

Trong những năm 1940, đã có một nỗ lực được thực hiện để thành lập Nhạc viện Quốc gia đầu tiên từ tổ chức Hội Khuyến nhạc, do một số nhạc sĩ thành lập trong thời kỳ Tân nhạc. Những người sáng lập đã cố gắng phát triển một chương trình giảng dạy quần chúng bao gồm việc nghiên cứu ba loại âm nhạc: âm nhạc cổ điển phương Tây, âm nhạc truyền thống Việt Nam và âm nhạc đại chúng. Họ muốn nhấn mạnh âm nhạc truyền thống Việt Nam có thế mạnh hơn cả và khẳng định rằng người học phải biết những điều cơ bản về âm nhạc truyền thống trước khi chọn nhạc cổ điển phương Tây hoặc âm nhạc đại chúng Việt Nam, là một ý tưởng không được các trường âm nhạc sau này tuân theo. Mặc dù đã trải qua gần một năm lên kế hoạch, các vấn đề xã hội và chính trị đã ngăn cản tổ chức này trong việc thành lập một nhạc viện. Sau sự tái chiếm của thực dân Pháp, tổ chức này cuối cùng bị buộc phải đóng cửa.
Sau năm 1954, miền Bắc Việt Nam giành được chính quyền, Nhà nước Việt Nam Dân chủ Cộng hoà đã nhanh chóng thành lập các trường đào tạo âm nhạc ở Trung ương và địa phương trên toàn miền Bắc, đồng thời lên kế hoạch lâu dài cho việc đào tạo những học sinh tài năng sang các nước có nền âm nhạc phát triển, kết hợp việc mời chuyên gia nước ngoài sang giảng dạy. Sự ra đời của Trường Âm nhạc Việt Nam năm 1956 đã đánh dấu một mốc quan trọng cho công tác đào tạo, là nơi đào tạo được các nghệ sĩ có khả năng hát opera. Giảng dạy những khóa đầu tiên là các ca sĩ Việt Nam và một số cộng tác viên người nước ngoài. Khóa 1 do Quốc Hương giảng dạy, khóa hai có sự hợp tác của chuyên gia thanh nhạc Khương Gia Tường (Trung Quốc), khóa 3 có sự cộng tác của các giảng viên thanh nhạc đến từ Liên Xô. Những ca sĩ như Quý Dương, Trần Hiếu, Mai Khanh đều là thế hệ giảng viên đã trực tiếp tiếp thu những tinh hoa trong nghệ thuật hát opera của thế giới và truyền dạy lại cho học trò của mình.
Đối với chính quyền Việt Nam Cộng Hòa, thành phố Sài Gòn đã thành lập một trường Âm nhạc năm 1956 sau khi đất nước bị chia cắt, và được đặt tên là Trường Quốc gia Âm nhạc Sài Gòn, tiền thân của Nhạc viện Thành phố Hồ Chí Minh ngày nay. Cho đến trước năm 1975, các cơ sở đào tạo âm nhạc ở Sài Gòn không còn bắt buộc phải phục vụ mục đích chính trị. Trong khi miền Bắc hướng tới đào tạo và sáng tác các hình thức âm nhạc phương Tây với nhạc cụ phương Tây như opera, giao hưởng thì miền Nam do Nghiêm Phú Phi làm hiệu trưởng Trường Quốc gia Âm nhạc có chủ trương đưa nhạc cụ truyền thống vào giảng dạy các loại hình nghệ thuật truyền thống như tuồng, cải lương,... Tuy vậy, opera của các tác giả châu Âu vẫn xuất hiện trong chương trình đào tạo của Bộ giáo dục dưới chính quyền đương thời. Chương trình học cho thấy học sinh sẽ được đào tạo về lịch sử âm nhạc phương Tây thông qua các vở opera. Ngoài ra, học sinh được luyện hát, luyện thanh với những tiểu phẩm của các tác giả châu Âu qua nhiều thời kỳ Cổ điển, Lãng mạn, âm nhạc đương đại. Lĩnh vực ca, vũ, nhạc kịch cũng nằm trong nội dung sứ mệnh trao đổi văn hóa với nước ngoài của Trường Quốc gia Âm nhạc.

### Thời kì Liên Xô sụp đổ và thời kì Đổi Mới
Cuối thập niên 1980 của thế kỷ 20, hệ thống xã hội chủ nghĩa ở các nước Đông Âu sụp đổ, khiến cho đội ngũ sinh viên và giảng viên thanh nhạc không có điều kiện đi học nước ngoài như trước. Sự cộng tác của chuyên gia nước ngoài với Việt Nam cũng trở nên ít dần. Công tác đào tạo thanh nhạc chuyên nghiệp hoàn toàn do giảng viên thanh nhạc Việt Nam đảm nhiệm. Bước ngoặt lớn trong sự phát triển của đất nước chính là sự chuyển đổi cơ cấu kinh tế thị trường theo định hướng xã hội chủ nghĩa, điều này ảnh hưởng không nhỏ đến đào tạo thanh nhạc chuyên nghiệp. Những năm đầu của thời kỳ Đổi Mới, công tác đào tạo thanh nhạc tại chuyên nghiệp tại Nhạc viện Hà Nội gặp phải khó khăn trong tuyển sinh, cũng như sự thống nhất về mục tiêu, nội dung chương trình và phương pháp giảng dạy. Từng có thời điểm khoa thanh nhạc của trường này gặp phải tranh cãi giữa hai luồng quan điểm, một ý kiến là đào tạo hát opera và một ý kiến là đào tạo hát nhạc nhẹ, từ đó dẫn đến có quan điểm cho rằng không nên học hát theo hệ thống kỹ thuật thanh nhạc châu Âu vì "sẽ ảnh hưởng không tốt đến giọng hát".

### Thế kỷ 21

#### Chương trình học
Tới những năm thập niên 2010, đào tạo thanh nhạc chuyên nghiệp bước vào giai đoạn khó khăn chung của các trường đại học, các học viện âm nhạc và nhạc viện trong việc chạy theo yêu cầu "đổi mới căn bản, toàn diện giáo dục và đào tạo". Cũng như Học viện Âm nhạc Quốc gia, Học viện Âm nhạc Huế và Nhạc viện Thành phố Hồ Chí Minh là những cơ sở đào tạo thanh nhạc chuyên nghiệp hàng đầu ở Việt Nam, và đều có có những đóng góp tích cực vào sự phát triển chung của nền âm nhạc tại quốc gia này.  Cũng trong thời kì này, đào tạo thanh nhạc Việt Nam tiếp thu thêm các mô hình đào tạo của các nước Tây Âu và Bắc Mỹ. Học viện Âm nhạc Quốc gia Việt Nam đào tạo thanh nhạc trình độ đại học 4 năm với mục tiêu đào tạo hát opera và thính phòng, aria và romance là tác phẩm bắt buộc trong chương trình tốt nghiệp bậc đại học. Nhưng ngay trên thực tế, Học viện Âm nhạc quốc gia Việt Nam cũng vẫn chưa đáp ứng được yêu cầu trong việc đào tạo opera chuyên sâu theo đúng tiêu chuẩn quốc tế. Tại các cơ sở đào tạo thanh nhạc trên phạm vi toàn Việt Nam thập niên 2010, việc giảng dạy các aria trích từ các vở opera là điều bắt buộc kể cả đó là dòng opera hay nhạc thính phòng. Khi xây dựng giáo trình dạy học, các nhà sư phạm thanh nhạc Việt Nam đã lựa chọn một số tác phẩm trong opera của các nhạc sĩ Nga đưa vào chương trình chính khóa. Hệ thống các bản aria trích trong các vở opera của Nga được đưa vào với số lượng lớn.
Theo luận án tiến sĩ của tác giả Lê Thị Minh Xuân (2015), công tác đào tạo thanh nhạc chuyên nghiệp tại Việt Nam còn có những mặt hạn chế khiến không ít sinh viên tỏ ra không mặn mà với hát opera và hát thính phòng. Nguyên nhân chủ quan đến từ việc người học chưa có thái độ và động cơ rõ ràng trong học tập, trong khi nguyên nhân khách quan được xem là do đội ngũ giảng viên thanh nhạc chưa được quan tâm đầu tư đúng mức từ bậc đại học, cũng như có những vấn đề chưa bắt kịp được yêu cầu đào tạo thanh nhạc chuyên nghiệp trong giai đoạn mới. Chương trình giảng dạy ít sử dụng các tiết mục trong opera Việt Nam, tài liệu về opera Việt Nam hầu như không phổ biến. Trong các cuộc thi học kỳ, thi tốt nghiệp, các giải thưởng chuyên nghiệp về thanh nhạc hay các chương trình biểu diễn âm nhạc, việc sử dụng các tiết mục thanh nhạc trong opera Việt Nam vẫn chỉ xuất hiện một cách không đáng kể. Tình trạng sinh viên thanh nhạc ra trường không theo loại hình opera chiếm tới 70 đến 80%, dấy lên tình trạng "thừa mà vẫn thiếu" các nghệ sĩ opera diễn ra trong suốt nhiều năm qua. Thậm chí, từng có một đề xuất trong luận án tiến sĩ của Tân Nhàn (2019) cho rằng với bậc đào tạo đại học, thời gian đào tạo chuyên ngành thanh nhạc chuyên nghiệp vẫn tiến hành 4 năm, riêng sinh viên sở hữu giọng Colorature Soprano (nữ cao màu sắc) trong lựa chọn đào tạo chất lượng cao được đề xuất học 5 năm với những yêu cầu riêng.

#### Giảng viên và người học
Cũng theo Lê Thị Minh Xuân, đội ngũ giảng viên thanh nhạc tại các học viện âm nhạc và nhạc viện tại Việt Nam hoạt động trên cả lĩnh vực biểu diễn. Họ tham gia trên nhiều lĩnh vực giảng dạy, nghiên cứu khoa học và biểu diễn. Thống kê từ nghiên cứu này chỉ ra, tính đến tháng 5 năm 2015, tổng số giảng viên thanh nhạc của 3 cơ sở đào tạo hàng đầu Việt Nam là 27 người, bên cạnh đó là số lượng giảng viên thỉnh giảng đông đảo, được chia thành 6 thế hệ nối tiếp sự hình thành và phát triển trong suốt quá trình gần 60 năm đào tạo thanh nhạc chuyên nghiệp tại Việt Nam.
Năm 2015, Nghệ sĩ nhân dân Trung Kiên đưa ra nhận định rằng "nội dung giảng dạy thanh nhạc được tập trung vào các chuyên ngành đào tạo hát opera, hát thính phòng, hát ca khúc và ca khúc mang âm hưởng dân ca". Nội dung của 50 vở opera của thế giới đã được ông dịch và biên soạn trong gần 500 trang trong một cuốn sách có tựa đề "Lược sử opera" xuất bản năm 2011. Cuốn sách là tài liệu tham khảo đáng chú ý với đào tạo thanh nhạc chuyên nghiệp cho người Việt Nam. Ông cũng là người đứng ra biên soạn một giáo trình đại học thanh nhạc gồm các trích đoạn opera cho các giọng nữ cao (122 tác phẩm), nam cao (112 tác phẩm), nam trung trầm (116 tác phẩm) đã được Bộ Văn hoá – Thể thao và Du lịch nghiệm thu năm 2007.
Theo nghệ sĩ ưu tú Lê Gia Hội, ông bày tỏ "sinh viên thời nay [2015] có nhiều lo toan cho cuộc sống đời thường nên không chuyên tâm với công việc học tập. Trình độ của sinh viên có phần giảm sút so với trước". Dù vậy, không ít lần truyền thông đưa tin về những sinh viên học tập opera cổ điển có thành tích xuất sắc. Đầu thập niên 2020, hội Âm nhạc Hà Nội chỉ ra trên thực tế đã xảy ra một khó khăn lớn khi dàn dựng nhạc kịch ở Việt Nam là diễn viên không thể đồng bộ cả ba kỹ năng cùng một lúc: hát, múa và diễn xuất. Tại thời điểm đó, tại đất nước này chưa có cơ sở đào tạo diễn viên nhạc kịch một cách có hệ thống mà nguồn diễn viên phải lấy từ những môi trường khác nhau. Không ít sinh viên chưa thực sự "mặn mà" với chương trình giảng dạy hát opera và hát thính phòng. Thực tế khác cũng chỉ ra rằng các khoa thanh nhạc tại các cơ sở đào tạo âm nhạc Việt Nam luôn là khoa thu hút đông đảo người thi nhất mỗi năm, và hàng năm đều cho ra không ít ca sĩ của dòng thanh nhạc cổ điển. Tuy vậy, rất ít người trong số đó có thể phát triển và trở thành những nghệ sĩ opera "thực thụ".

## Ảnh hưởng
Trong thời điểm opera du nhập vào Việt Nam trong hoàn cảnh Việt Nam là thuộc địa của Đế quốc Pháp, việc giới thiệu opera đến Đông Dương vẫn là nhằm để phục vụ cho sứ mệnh khai phá văn minh. Dù có nhiều hoạt động biểu diễn opera phương Tây tại hai thành phố lớn như Hà Nội và Sài Gòn, nhưng sự có mặt của opera ở Hà Nội đã khiến khoảng cách—trong địa lý, xã hội và văn hóa—giữa thuộc địa và nước Pháp trở nên rõ rệt hơn.
Opera do người Việt Nam sáng tác đã được hình thành nhờ sự rèn luyện kỹ năng, lĩnh hội tri thức nghề nghiệp của nhạc sĩ Việt Nam trong bối cảnh nội sinh và cả ngoại sinh. Theo nhận định từ Nguyễn Thị Tố Mai (2010), opera Việt Nam là sản phẩm của người Việt Nam được tiếp thu từ tinh hoa âm nhạc và nghệ thuật opera của châu Âu trên cơ sở gắn liền với gốc rễ âm nhạc truyền thống. Sự phát triển opera Ý đã ảnh hưởng đến âm nhạc nhiều nước trên thế giới trong đó có Việt Nam. Nhưng cũng vì vậy, khi nghiên cứu opera Việt Nam, một vấn đề đáng được quan tâm là kỹ thuật thanh nhạc để thể hiện tác phẩm có chịu ảnh hưởng từ opera châu Âu hay không.
Trong nền âm nhạc mới Việt Nam, dù chưa thật sự thu hút khán giả, opera vẫn được nhận định là giữ một "vị trí quan trọng", góp phần làm cho đời sống âm nhạc người dân "thêm phong phú". Trong nền thanh nhạc Việt Nam, opera được đánh giá là một bộ phận làm nên diện mạo hoàn chỉnh cho âm nhạc sân khấu. Bên cạnh phong cách hát các thể loại âm nhạc cổ truyền và hát ca khúc nhạc mới, kỹ thuật hát bel canto của thể loại này đã góp phần tạo nên tính phong phú cho kỹ thuật thanh nhạc của ca hát Việt Nam. Sự có mặt của opera đã thể hiện sự phát triển của nền thanh nhạc chuyên nghiệp tại quốc gia này. Trước xu hướng hội nhập toàn cầu của thế kỷ 21, Nguyễn Thị Tố Mai đã nêu rõ nhận định rằng việc phát triển opera tại Việt Nam cần có "cách nhìn mới, có những thay đổi mang tầm chiến lược từ đào tạo, sáng tác, biểu diễn và giáo dục, tuyên truyền".